# Flughafen Aydın-Çıldır

i7
i11
i13
Der Flughafen Aydın-Çıldır (türkisch Aydın Çıldır Havalimanı, IATA-Code: CII, ICAO-Code: LTDB) ist ein kleiner türkischer Flughafen nahe der Stadt Aydın. Er wird ausschließlich durch die Turkish Airlines Aviation Academy, eine Flugschule, benutzt und betrieben. Der Flughafen ist mit Taxi oder Privatwagen zu erreichen.

## Geschichte
1956 wandte sich Mustafa Çıldır an die DHMI, die türkische Flugsicherung, welche auch für den Unterhalt und Bau von fast allen türkischen Flughäfen zuständig ist. Çıldır war im Besitz von 50 Hektar Land, das er spenden wollte, mit der Bedingung, dass an diesem Ort ein Flughafen errichtet wird. Er kam damit dem Wunsch der örtlichen Bevölkerung nach, zumindest einen Flughafen für Inlandflüge zu bauen. Die DHMI nahm sein Geschenk dankend an und benannte den in Aydın gelegenen Flughafen nach ihm – Aydın Çıldır. Der Flughafen wurde 1958 eröffnet.
Anfangs fanden noch einige Flüge zum Flughafen statt, vor allem nach Istanbul-Yeşilköy. Nach und nach verlor der Flughafen an Bedeutung, da die Passagiernachfrage schrumpfte. Zwischenzeitlich hatte der Flughafen einen militärischen Status. Die Jandarma nutzte Aydın Çıldır als Stützpunkt.
Mit der Schließung war die Zukunft des Flughafens wieder ungewiss. Nach mehreren misslungenen Anläufen seitens der DHMI, den Flughafen wieder zu nutzen, schrieb man den Flughafen schlussendlich zum Verkauf aus. Die Familie von Mustafa Çıldır meldete sich vor dem Verkauf 2011 erstmals seit dem Bau wieder und gab in einem Interview mit einer örtlichen Zeitung an, dass sie „enttäuscht“ sei und „das Grundstück mit dem Flughafen zurück haben wolle“, werde der Flughafen nicht fortbestehen.
Noch im gleichen Jahr bekundete Turkish Airlines Interesse am Flughafen. Sie gab bekannt, dass sie ihre Schulungsflüge von Tekirdağ nach Aydın Çıldır verlagern wolle, da in Aydın die Wetterbedingungen übers ganze Jahr gesehen mit 340–350 Tagen, an denen geflogen werden könne, besser seien als in Tekirdağ. Nach Gesprächen mit der Familie Çıldır und der DHMI wurde der Flughafen 2012 der Turkish Airlines Aviation Academy verkauft. Nach einer kleinen Sanierung des Flughafens begannen die ersten Schulungsflüge 2013.
2015 wurden ein neues Terminal mit Schulzimmern und ein Hangar, der durch die Turkish Technic betrieben wird, gebaut. Zudem wurden neue Flugzeuge beschafft.

## Flughafengelände
Der Flughafen verfügt über einen Terminal, einen Kontrollturm, ein Vorfeld, das 41 Flugzeuge in der Größe einer Cessna 172 aufnehmen kann, und eine befestigte Start- und Landebahn, die mit einem Instrumentenfluglandesystem (ILS) ausgestattet ist. Vor dem Terminal gibt es einen Parkplatz. Der Flughafen war einer der ersten behindertengerechten Flughäfen in der Türkei.